# День 75-летия независимости Индии
День 75-летия независимости Индии или Азади Ка Амрит Махотсав — торжественное событие, в рамках которого 15 августа 2022 года в Индии отмечено 75-летие независимости Индии.

## История
Правительство Индии решило отпраздновать 75-летие независимости Индии с большим волнением и отдать должное борцам за свободу. Итак, они решили провести различные программы, и правительство назвало праздник «Азади Ка Амрит Махотсав». Амрит Махотсав означает 75 лет независимости. Правительство будет отмечать его с 2021 по 2022 год. Отдельные штаты и города Индии также будут отмечать то же самое на своем местном уровне. Затем один из популярных городов Индии создал собственную версию Utsav 75 at Thane, которая пройдет с 12 по 15 августа и распространится по всему городу. Празднования включают в себя различные программы, представления, различные митинги, общинные карнавалы и т. д.